# Teatro Argentino

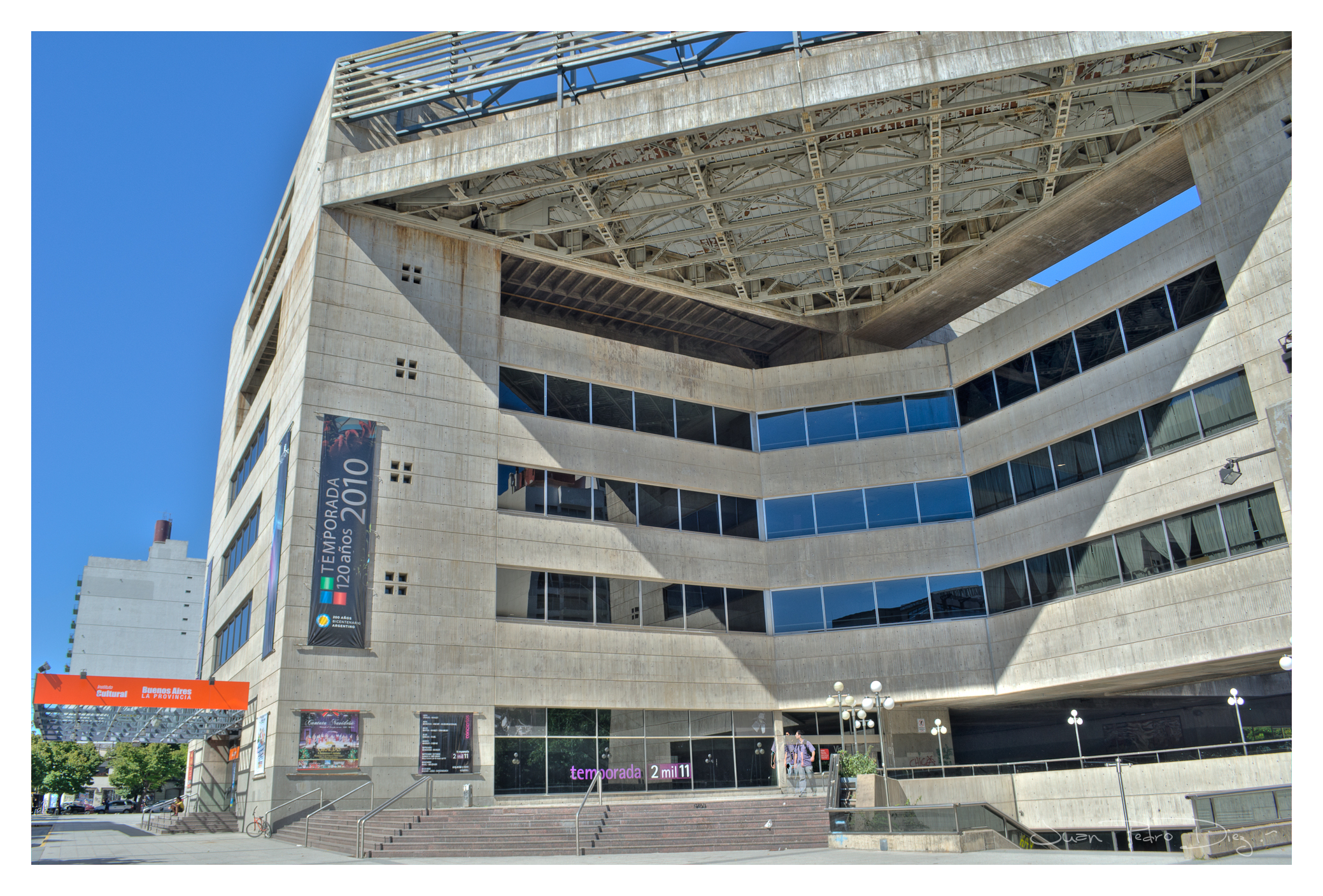
Buenos Aires, Teatro Argentino

Das Teatro Argentino de La Plata gehört nach dem Teatro Colón in Buenos Aires zu den wichtigsten Opernhäusern Argentiniens. Das Teatro befindet sich im Zentrum von La Plata, der Hauptstadt der Provinz Buenos Aires. Das Gebäude erstreckt sich über einen gesamten Block, der von der 9. und 10. Straße und der 51. und 53. Allee begrenzt wird. Das Teatro Argentino gehört damit zur monumentalen Achse der öffentlichen Gebäude in La Plata.

## Der ursprüngliche Bau
Das ursprüngliche Gebäude war ein klassisches italienisches Opernhaus und wurde vom italienischen Architekten Leopoldo Rocchi im Stil der Renaissance entworfen. Baubeginn war 1887, fünf Jahre nach der Gründung der Stadt La Plata. Die Haupthalle hatte damals eine Kapazität von 1500 Sitzplätzen. Die Einweihung wurde am 19. November 1890 mit Giuseppe Verdis Oper Otello gefeiert, in Hauptrollen sangen die italienische Sopranistin Elvira Colonnese (Desdemona) und der uruguayische Tenor José Oxilia (Othello). Das Theater wurde mit einem festen Orchester und einem Chor erweitert. Eine feste Ballettkompanie kam erst 1946 hinzu. Unter den großen Künstlern, die im Teatro Argentino auftraten, fanden sich renommierte Sänger wie Maria Barrientos, Luisa Tetrazzini, Marian Anderson, Emma Carelli, Fedora Barbieri, Tito Schipa, Beniamino Gigli, Titta Ruffo und Mario Del Monaco, klassische Balletttänzer wie Anna Pavlova, Dore Hoyer und Iris Scaccheri sowie Musiker und Komponisten wie Pietro Mascagni, Richard Strauss (mit den Wiener Philharmonikern), Arthur Rubinstein, Andrés Segovia, Alexander Brailowsky, Claudio Arrau, Pablo Casals und Yehudi Menuhin.

## Das neue Gebäude
Ein Großbrand zerstörte 1977 das ursprüngliche Opernhaus und ließ nur die stark beschädigten Außenwände stehen. Gegen nationalen und internationalen Aufschrei entschied sich die damalige Regierung der Militärdiktatur gegen einen Wiederaufbau der ursprünglichen klassischen Struktur. Stattdessen wurde entschieden, es durch ein massives Theater- und Kulturzentrum zu ersetzen, das im brutalistischen Stil entworfen wurde. In den Jahren 1977–1999 produzierten die Unternehmen des Teatro Argentino weiterhin Auftritte an verschiedenen Orten in La Plata, insbesondere im ehemaligen Kino Cine Gran Rocha. Nach viel Planung und Umplanung aufgrund wirtschaftlicher Schwierigkeiten wurde das neue Gebäude erst am 12. Oktober 1999 fertiggestellt und mit Auszügen aus Werken von Giuseppe Verdi, Charles Gounod, Umberto Giordano und Gaetano Donizetti sowie dem Ballett Tango en Gris mit Musik von Atilio Stampone und der Regie von Oscar Araiz eingeweiht.
Der neue Komplex bietet heute Platz für ca. 2000 Zuschauer und ist nach einer typischen europäischen Hufeisenstruktur konzipiert. Die Halle trägt den berühmten Namen des argentinischen Komponisten Alberto Ginastera. Über dem Erdgeschoss schwebt ein riesiger drei Tonnen schwerer Bronze-Kronleuchter mit 400 Glühbirnen, eine exakte Nachbildung des Originalen.
Der Komplex umfasst zudem auch die kleinere Halle mit nur 300 Sitzplätzen, nach Ástor Piazzolla benannt. In der Ebene darunter befindet sich die Ausstellung Emilio Pettoruti für permanente und vorübergehende Kunstsammlungen.
Trotz der hervorragenden technischen Einrichtungen und der besonderen Akustik der Haupthalle wird der im brutalistischen Stil erbaute Komplex von der lokalen Bevölkerung weiterhin als eine Art Schandfleck angesehen.